# Přehrada Malpasset

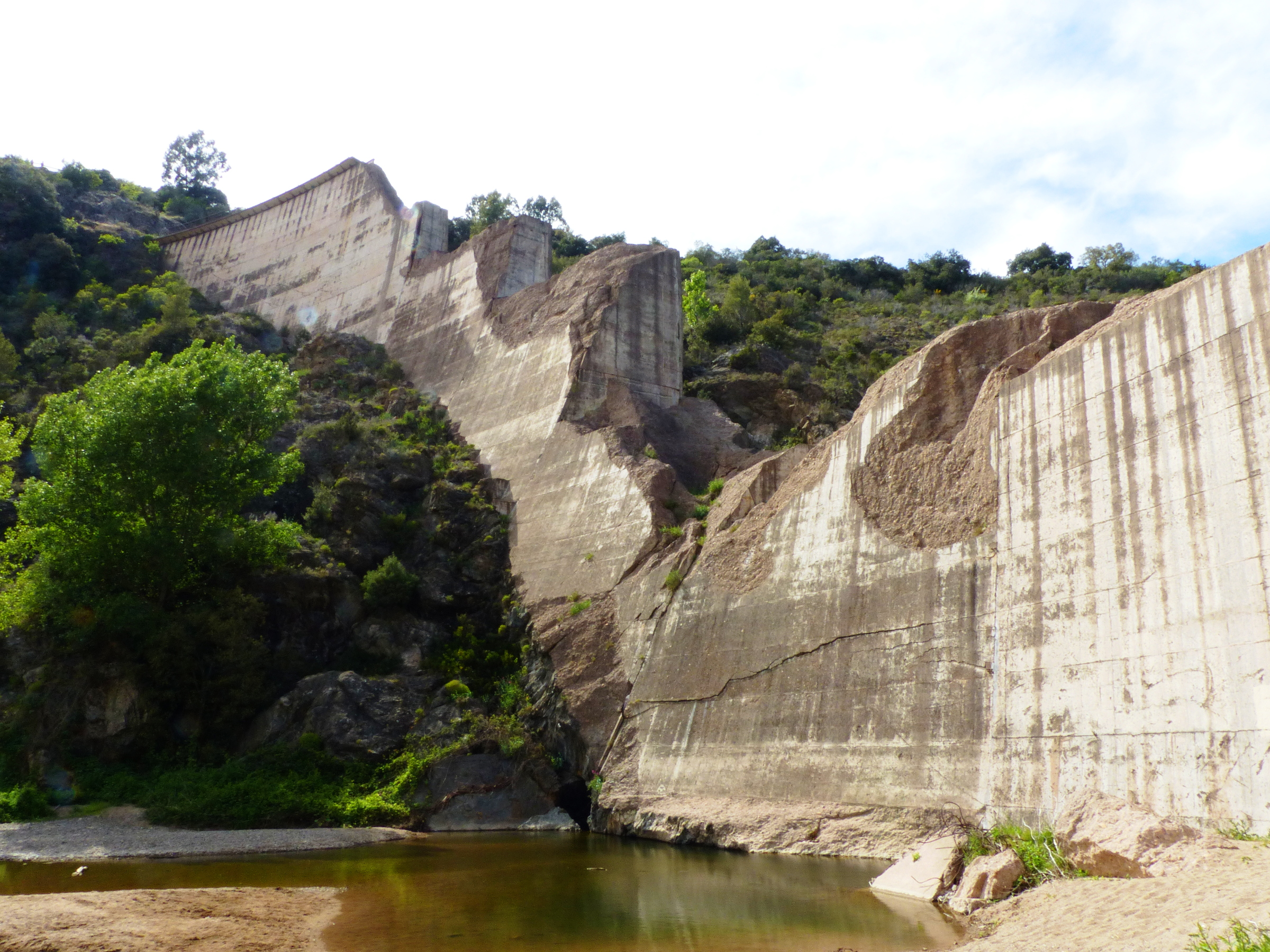
Hráz protržená roku 1959

Přehrada Malpasset u města Fréjus v jihovýchodní Francii byla klenbová přehrada, postavená na řece Reyran, posledním levostranném přítoku Argens.
Nádrž přehrady měla zajistit zásobování vodou pro obce a zemědělské pozemky v aglomeraci kolem měst Fréjus a Saint-Raphaël v departementu Var. Dokončena byla v roce 1954. Dne 2. prosince 1959, tedy pět let po dokončení stavby, způsobily intenzivní srážky povodeň. Hladina jezera rychle stoupla a došlo k protržení hráze. Příval kolem padesáti milionů metrů krychlových vody dále po proudu řeky měl z následek 423 mrtvých a značné materiální škody, byly zničeny budovy a infrastruktura. Šlo o jednu z největších francouzských civilních katastrof ve 20. století.

## Historie
Již ve starověku byly dodávky vody do Fréjus, ležícího na okraji bažinatého ústí Argensu, opakovaným problémem, protože poblíž nebyl žádný využitelný zdroj. V polovině 1. století Římané, kteří věděli, že řeku Reyran s velmi malým povodím a nepředvídatelným režimem nelze použít k trvalému a bezpečnému zásobování, vybudovali více než 40 km dlouhý akvadukt přivádějící vodu od vzdušnou čarou 25 km vzdáleného Monsu. Tento akvadukt byl poškozen v polovině 16. století, pravděpodobně při vpádu Karla V. do Provence (v roce 1536); po obložení betonovou konstrukcí byl od roku 1894 částečně znovu využíván a zároveň se začalo uvažovat o postavení kolem dvaceti metrů vysoké přehrady na Reyranu; tento projekt byl v průběhu 30. let znovu oživen, stále bez následné realizace. Zvažovaly se i možnosti zásobování Fréjus a jeho okolí vodou z řeky Siagne.

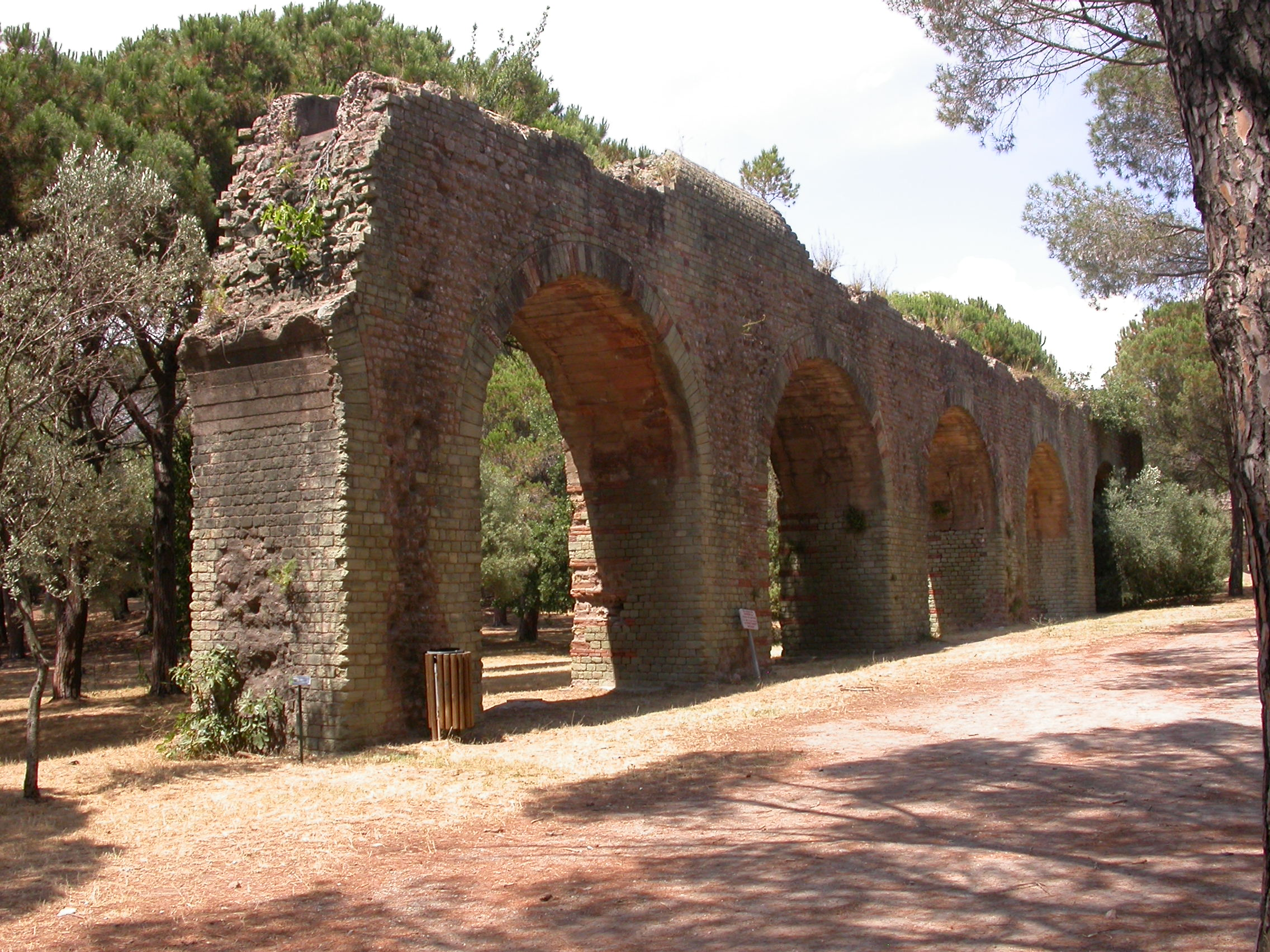
Pozůstatky akvaduktu z 1. století

Nakonec ale byla jako vhodnější zvolena řeka Reyran a v roce 1946 začala studie projektu přehrady v Malpassetu. O typu stavby a jejím umístění bylo rozhodnuto v roce 1950; byla navržena klenbová přehrada, tj. s hrází vystavěnou do oblouku. Tlak vody se tak přenáší do bočních stran údolí, kde je přehrada postavena. Práce začaly v dubnu 1952 a byly dokončeny v prosinci 1954.
K protržení přehrady došlo 2. prosince 1959.
Pro zásobování západního podhůří Alp a aglomerace Fréjus byla pak v letech 1962 až 1965 postavena přehrada Saint-Cassien na řece Biançon, přítoku Siagne.

## Přírodní podmínky
Povodí Reyranu je relativně malá plošina s poměrně strmými svahy; rula a břidlice jsou prakticky nepropustné pro odtok vody a vegetace je řídká; vodní tok je většinu času téměř vyschlé koryto, kde deště způsobují přechodné záplavy, které ale mohou být hojné a velmi prudké. Místo zvané Malpasset je úzké a klikaté údolí, jehož pravý (západní) svah má sklon přibližně 40°, sklon levého (východního) svahu je přibližně 30°.

## Technické parametry přehrady
Přehradu Malpasset tvořil poměrně úzký oblouk, postavený z bloků nevyztuženého betonu, odlitých na místě. Parametry hráze:
- Délka na vrcholu hráze: 222 m
- Výška hráze: až 60 metrů
- Šířka hráze: ve spodní části 6,82 m; na vrcholu 1,5 m
- Maximální šířka základů: 12 m
- Maximální hloubka základů: cca 7 m, velmi variabilní v závislosti na konkrétním místě
- Šířka vrcholového přelivu: 30 m

Rozměry jezera vytvořeného přehradou:
- délka 4 km
- maximální šířka: 300 m
- hloubka: 50 m
- plocha: 200 ha
- celkový objem: 50 milionů m³, z toho 25 milionů využitelných v běžném provozu

## Katastrofa
Přehrada se protrhla 2. prosince 1959 v 21:13 místního času. Záplavová vlna, zpočátku vysoká 40 metrů, měla rychlost až 70 kilometrů za hodinu. Nesla s sebou do vzdálenosti téměř dvou kilometrů i tunové kusy přehrady, zcela zničila dvě vesnice a za 20 minut zčásti zaplavila sedm kilometrů vzdálené město Fréjus, kde ještě dosahovala až tří metrů.
Oficiálně je uváděno 423 obětí, ale podle některých zdrojů jich bylo více (některá těla vlna údajně odnesla do moře a např. dělníky z nedaleké stavby silnice nikdo nepostrádal, protože tam pracovali bez povolení).
Jako hlavní příčina tragédie byly uváděny vydatné srážky, které způsobily přeplnění nádrže a vyvolaly i tektonický pohyb okolních skal. Protože voda stoupala neočekávaně rychle, strážný se snažil spojit s ústředím, ale kvůli stávce v telekomunikační společnosti se do Fréjusu musel vydat na motorce. Radní se údajně obávali, že by voda ohrozila stavbu nového silničního mostu, takže bylo povolení k otevření stavidel vydáno až v 18 hodin večer, což bylo pozdě – voda již začala přetékat. Hráz následně nevydržela tlak vody i hornin a po 21. hodině se její část zhroutila.
Později se objevily i takové informace, že na některé problémy experti poukazovali již při stavbě přehrady, a také geologický průzkum údajně nebyl dostatečný.